# Scaphisoma nebulosoides
Espèce
Synonymes
- Scaphisoma nebulosum Löbl, 1986 (préoccupé)

Scaphisoma nebulosoides est une espèce de coléoptères de la famille des Staphylinidae et de la sous-famille des Scaphidiinae.

## Répartition et habitat
Cette espèce est décrite du Bengale-Occidental, dans le nord-est de l'Inde.

## Description
Ivan Löbl décrit cette espèce en 1986 sous le nom de Scaphisoma nebulosum, qui s'avère être un homonyme junior de Scaphisoma nebulosum Matthews, 1888. Un nom de remplacement, Scaphisoma nebulosoides, est donc donné par Löbl en 1997.